# 安楽寺 (愛知県南知多町)
安楽寺（あんらくじ）は、愛知県知多郡南知多町大字日間賀島字里中48にある曹洞宗の寺院。山号は永峰山。本尊は阿弥陀如来。たこ阿弥陀（たこあみだ）という別名で知られる。

## 歴史

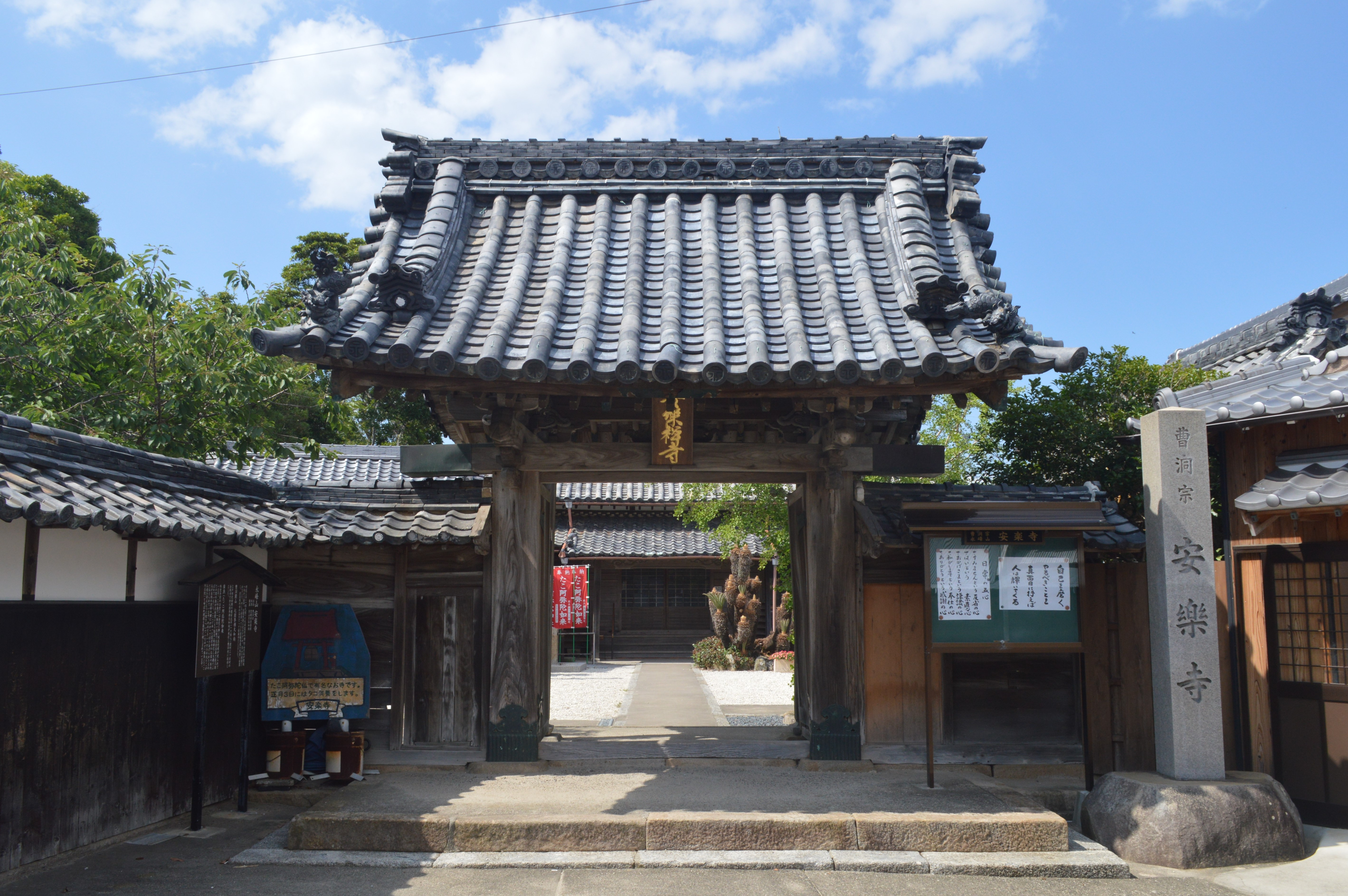
山門

明応3年（1494年）、九州・筑前国の別山月伝和尚が東国に向かう途中、日間賀島に立ち寄って寺院を創建した。持参した聖観音像を本尊とし、前住地から安楽寺と名づけた。
江戸時代初期の慶安元年（1648年）、遠江国引佐郡三ヶ日の金剛寺の6世心翁秀傳大和尚が曹洞宗に改宗した。

## たこ阿弥陀

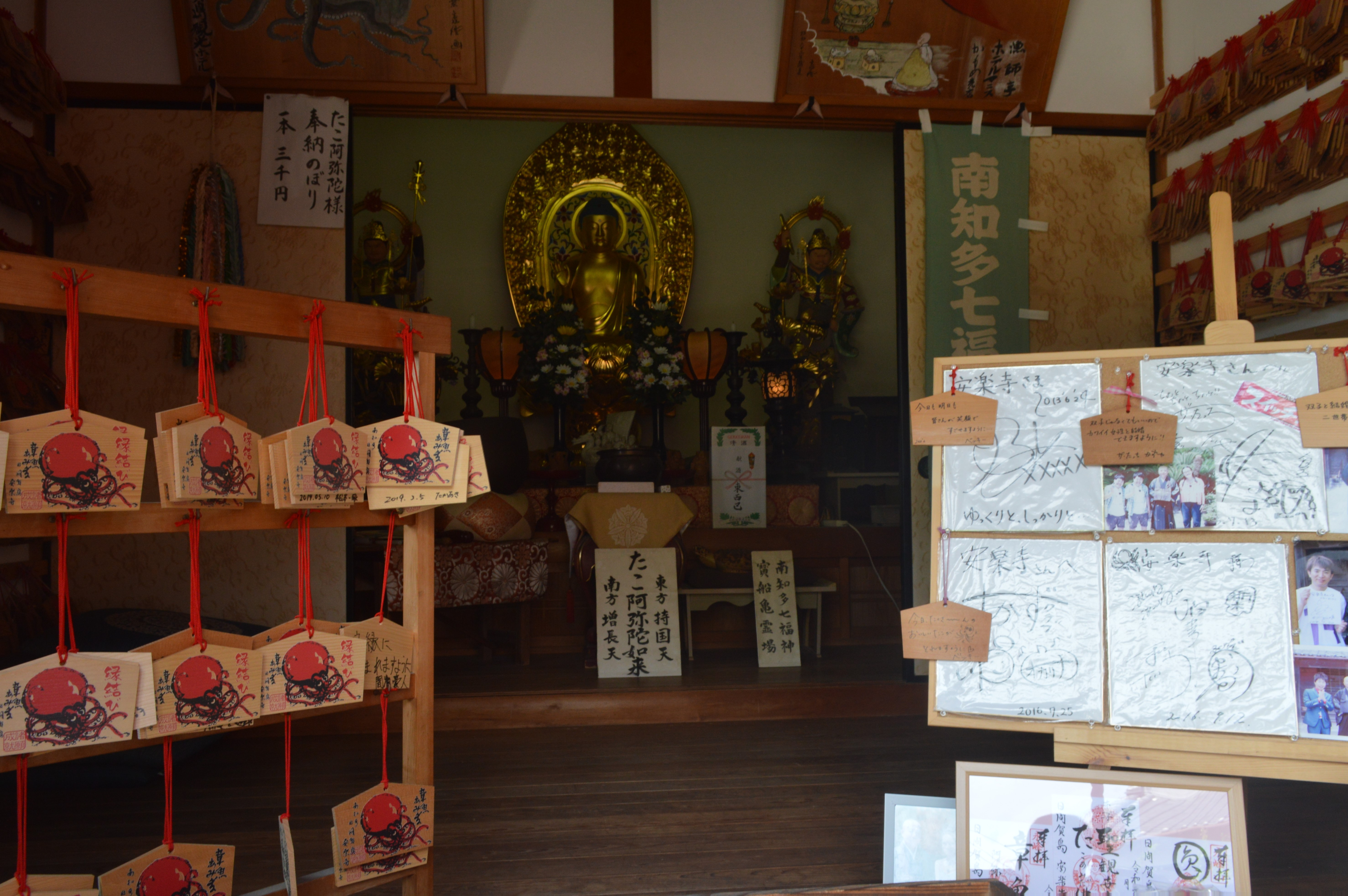
たこ阿弥陀

本堂の手前にある堂には金色に輝く「たこ阿弥陀」が祀られている。かつて大地震が起こり、日間賀島と佐久島の中間にある大磯の寺に祀られていた阿弥陀如来が三河湾に沈んだが、漁師によって引き揚げられた時には1匹の大ダコが阿弥陀如来を守るように抱きついていた。それ以来、日間賀島の住民は阿弥陀如来を「たこ阿弥陀」として祀り、安楽寺そのものが「たこ阿弥陀」と呼ばれるようになった。大地震が起こった記録はないが、何かしらの史実に基づいた言い伝えである可能性がある。毎年1月3日にはたこ供養を行っている。たこは吸盤で吸い付いて離さないことから、たこ阿弥陀に祈願すると良縁を呼び込むという。

## 現地情報
所在地
- 470-3504 愛知県知多郡南知多町大字日間賀島字里中48

アクセス
- 日間賀島東港から徒歩5分[2]

## TV
2013年（平成25年）8月10日放送のメ〜テレ「ウドちゃんの旅してゴメン」でよゐこの濱口優とキャイ〜ンのウド鈴木が、同じく2013年（平成25年）8月10日放送分ではフジテレビ系列の「にじいろジーン」でベッキーが、2018年（平成30年）8月11日放送分では濱口優とA.B.C-Zの塚田僚一が安楽寺を訪れている。